# Aphanogmus kretschmanni
Aphanogmus kretschmanni ist eine parasitär lebende Art der Taillenwespen (Apocrita) aus der Familie der Ceraphronidae. Mehrere Weibchen der Art wurden im Jahr 2014 am Hirschauer Berg bei Tübingen in Baden-Württemberg in einer Malaise-Falle gefunden und 2023 als neue Art beschrieben.
Benannt wurde die Art nach Winfried Kretschmann, dem Ministerpräsident Baden-Württembergs, um dessen Einsatz für den Erhalt der Biodiversität zu würdigen.

## Merkmale
Die Art ist etwa 0,7–1,1 mm lang. Sie hat einen dunkelbraunen Kopf, das Mesosoma ist ebenfalls dunkelbraun, ventral kastanienbraun gefärbt. Der Hinterleib und die Beine sind hellbraun. Kopf und Mesosoma weisen eine kurz, weißliche Behaarung auf.
Die Weibchen haben sieben auffällige Stacheln entlang der ventralen Kante des siebten metasomalen Sternits, an der ersten und an der fünften Position liegen dabei zwei Stacheln nebeneinander.

## Verbreitung
Aphanogmus kretschmanni wurde bislang an drei Fundorten in Baden-Württemberg nachgewiesen: dem Locus typicus bei Tübingen, im Naturschutzgebiet Apfelberg im Landkreis Karlsruhe und im Naturschutzgebiet Beim Steiner Mittelberg im Enzkreis.